# 拉昆 (印第安納州)
拉昆（英語：Raccoon）為美國印第安纳州普特南縣富蘭克林鎮區境內之非建制地區。

## 歷史
拉昆原名洛克里奇（Lockridge）。1880年設立同名郵政局，1934年裁撤廢止。